# Walter Kretz
Walter Kretz (* 18. Dezember 1942 in Steckborn) ist ein Schweizer Bildhauer, Maler, Schreiber, Buchgestalter und Performer.

## Leben
Nach einem Besuch des Bildhauers Gustave Piguet brach Walter Kretz den Weg zur Matura ab und begann eine Lehre als Steinbildhauer bei Hans Brogni in Nidau bei Biel. Vorerst reiste er täglich von Bern nach Biel, die Mitreisenden waren Herbert Distel und der später als Bilderbuchautor erfolgreiche Jörg Müller. Brogni wurde mit der Einrichtungsarbeit für die Schweizerische Plastikausstellung in Biel 1962 beauftragt. Da lernte Walter Kretz als Auszubildender die damaligen Grössen der schweizerischen Kunstszene kennen, wie Hans Aeschbacher, Marianne Grunder, Bernhard Luginbühl, Raphael Benazzi und Michael Grossert.

„Die Anfänge des skulpturalen Schaffens von Walter Kretz fallen in die zweite Hälfte der Sechzigerjahre, in die Zeit des gesellschaftlichen Umbruchs, der sich in gewissen Städten als öffentlicher Widerstand gegen jegliche Form von Autorität in Gesellschaft, Kultur und Bildung manifestierte. Mitgetragen wurden die Dekonstruktion bestehender Normen und die grundsätzliche Infragestellung kultureller Verhältnisse durch poststrukturalistische Autoren insbesondere aus Frankreich, den USA, Italien und Deutschland. Für die Kunstschaffenden bedeutete die Ablehnung bestehen- der Herrschaftsverhältnisse eine Abkehr von Hierarchien innerhalb des Systems der Kunst und eine Umgestaltung der traditionellen Rollen zwischen Künstler und Rezipient, Intentionen, die von Avantgardisten der Kunst bereits seit Beginn des zwanzigsten Jahrhunderts erprobt wurden, sich in den Sechzigerjahren in den bedeutenden Zentren der Kunst als Prämissen fortschrittlicher Kunst schliesslich durchgesetzt haben.“

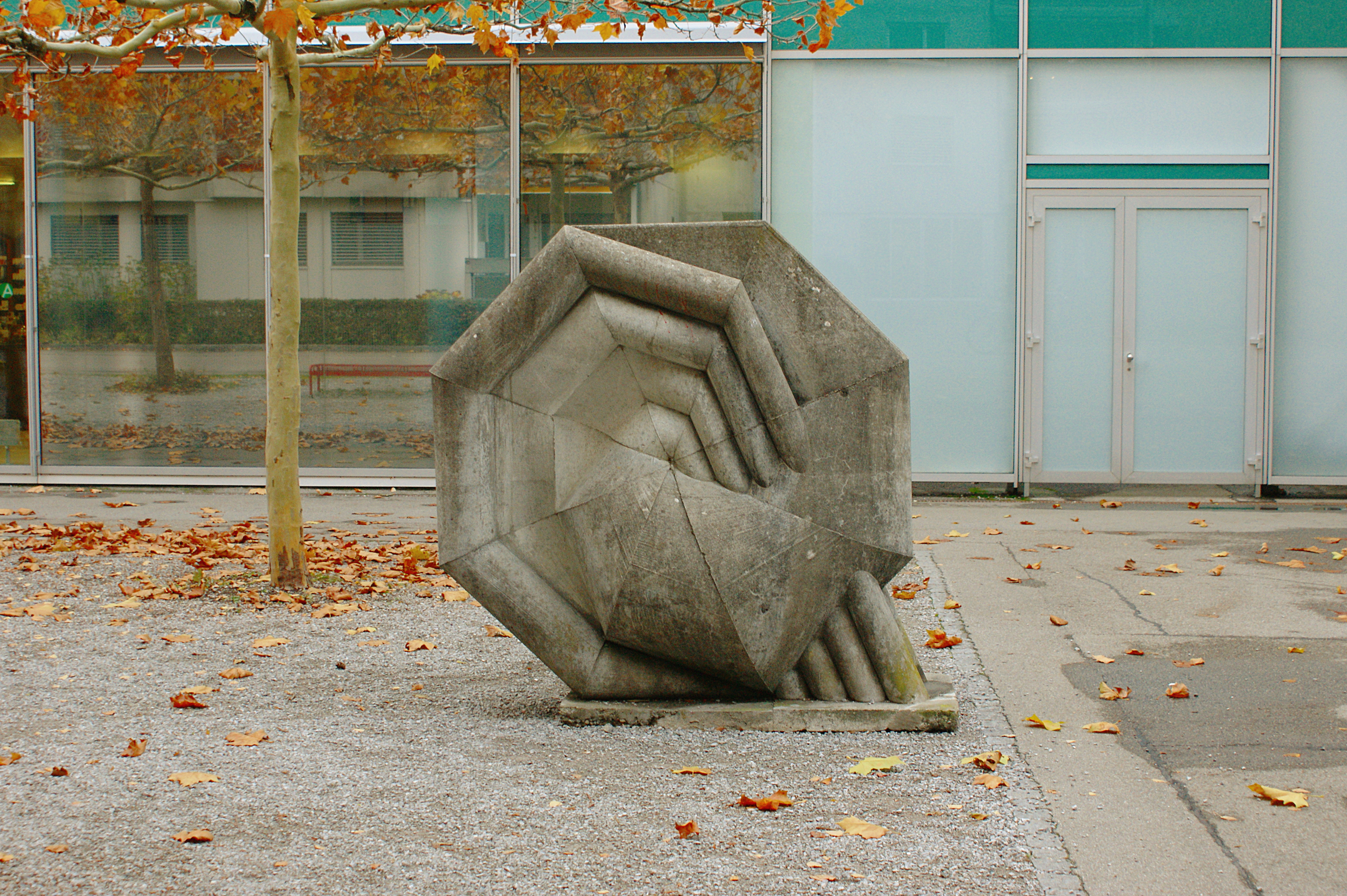
"Seguste" an der Jupiterstrasse in Bern

Mit Heinz Brand und Claude Sandoz bewarb er sich bei Stipendienwettbewerben und erhielt innert zwei Jahren sechs Stipendien. Darauf folgten Einladungen zu Wettbewerben «Kunst am Bau», heute KiöR (Kunst im öffentlichen Raum). Der Galerist Toni Gerber freute sich darüber, dass der Neuling Kretz bei der eidgenössischen Ausschreibung für die Schanzenpost, 1971 die Etablierten der Szene ausstach. Das Betonrelief passte in die Zeit, wo Beton brut in der Architektur, in Bern massgeblich durch das Architekturbüro Atelier 5 propagiert, zu einer breiteren Akzeptanz fand.
Walter Kretz suchte sich Orte ausserhalb der Institutionen für die Präsentation seiner Kunst. Im Schwellenmätteli, unterhalb der Kunsthalle Bern, welche die Schirmherrschaft übernahm, stellte er 1974 seine «Sieben Säulen» her. Sie fanden durch Ankauf und Schenkung im Schadaupark Thun eine Bleibe.
Früh In die Städtische Kunstkommission Bern gewählt, entwickelte Kretz ein wohlwollend kritisches Verhältnis zum Kunstbetrieb.
Zum Anlass «100 Jahre Kunstmuseum Bern» im Jahre 1979 manifestierte Kretz «einen Ort zu meiner Welt zu machen». Die Errichtung des «Schrein» mit Werkplatz, zusammen mit Walter Vögeli, Urs Sutter Ernst Jordi und Jimmy Schneider, mit Publikumsaktionen und kultureller Aktivierung der Dampfzentrale und des Gaswerk-Areals entsprachen dem damaligen Zeitgeist der Avantgarde.

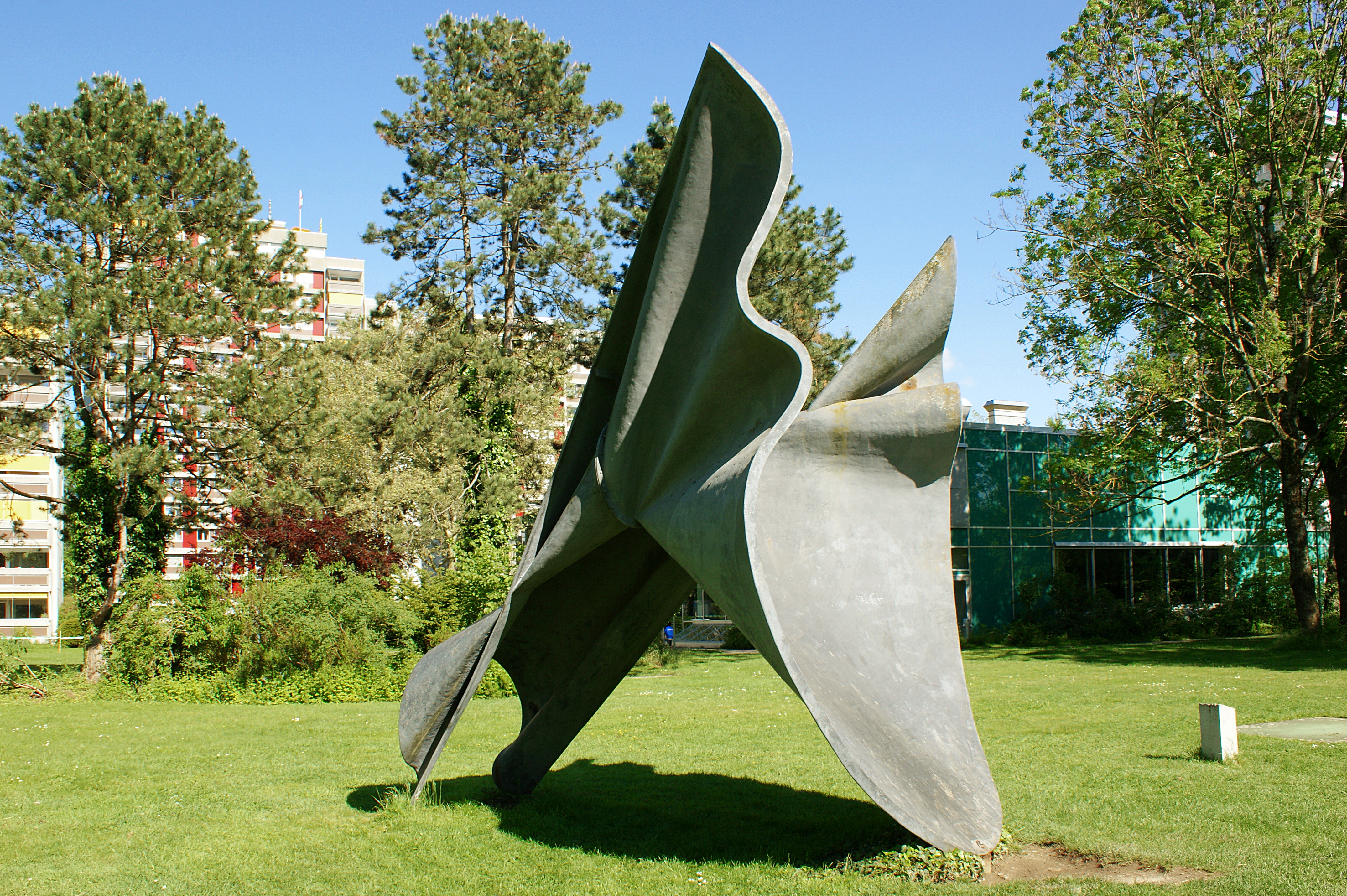
"Flügel" in Bern, Wittigkofen

Im multikulturell besiedelten Wittigkofen-Quartier in Bern wurde der «Flügel» 1983 (von Kindern «Elefantenohr» genannt) zum Wahrzeichen des Quartiers (und schliesslich angekauft). Als Leihgabe unübersehbar behauptet sich das «Tor» ab dem Jahre 2000 als integrierter Zuzügler – wie eigens für den Ort geschaffen. «Weg von den Institutionen, auf die Strasse!» war ein Slogan der 68er-Bewegung. Kretz versteht sich nicht als gewerbetreibender Künstler. Sein Brotberuf sei das Unterrichten, Kunst die Kür.
Mit seinen Arbeiten nahm er an zahlreichen Kunstausstellungen sowie 1983 am 2. Burgdorfer Bildhauer-Symposium «Künstler arbeiten mit Holz» teil. Zu seinen Arbeiten gehören auch Teile des 1998 geschaffenen Skulpturenwegs «Frei sein – Gleich sein» im Grauholz bei Bern, der sich künstlerisch mit dem Werdegang Berns von der alten Eidgenossenschaft zum modernen Bundesstaat befasste.
Neben der Druckgrafik widmete er sich auch der Malerei, vorerst in Schwarz - Weiss. Der Zyklus «Mondschein und Rampenlicht» wurde 2010 als Projektion mit Stimme: Michaela Wendt und Klavier: Simon Bucher im Zentrum Paul Klee ZPK aufgeführt. Weitere Bilder-Zyklen mit Gedichten folgten: «Dunkle Orte – helle Worte» (2014) und «Maldrang und Sprechreiz» (2017).
«Alles ist Rhythmus – alles! – Gedichte sind Skulpturen, Zeichnungen Musik», sagt Walter Kretz, nimmt die Geige und improvisiert.
Mit der «ART-Nachlassstifung für Kunstschaffende» besteht ein Erbvertrag.
Walter Kretz lebt und arbeitet seit 1958 in Bern, ist verheiratet, die Kinder heissen Manuel und Miriam, die Enkel Luna und Moris.

## Lehre und Forschung
1975 wurde er im «Zeichenlehrerseminar für das höhere Lehramt der Universität Bern» als Dozent für Dreidimensionales Gestalten gewählt. Für den praktischen Ausbildungsteil war die Schule für Gestaltung zuständig. Das Studierende sich dabei zu namhaften Künstler-Persönlichkeiten entwickelten, war nicht eine primäre Zielsetzung, jediglich eine Folgeerscheinung dieser Ausbildung, wie beispielhaft die Künstler Albrecht Schnider, Simone Zaugg, Julia Steiner, Diana Dodson, Sybilla Walpen und Ester van der Bie zeigen. Auch aus seinen Weiterbildungskursen ergibt sich eine lange Liste, wo auch Irene Schubiger, Max Roth, Res Ingold, Chantal Michel, Reto Leibundgut, Philip Brand, Urs Twellmann und Sabine Lang vertreten sind.
Aus dem Zeichenlehrerseminar wurde der Studiengang Vermittlung in Kunst und Design an der HKB.
Als Sachverständiger für Grabmäler bei der Friedhof-Verwaltung Bern angestellt, war es für Kretz nahe liegend 2001 ein Forschungsprojekt an der HKB zum Sepulkraldesign zu lancieren.
Gemeinsam mit Claude Kuhn, dem Artdirector des Naturhistorischen Museums Bern entstand 2006 die Ausstellung «Von Ziegen Seide melken – die Evolution beschreitet neue Wege», angeregt durch die tatsächlich erfolgte Einpflanzung eines Spinnen-Gens in Ziegen.

## Preise und Stipendien
- Eidgenössisches Kunststipendium, 1968
- Stipendium der Louise Aeschlimann Stiftung, 1968
- Stipendium der Kiefer Hablitzel Stiftung, 1968
- Stipendium der Louise Aeschlimann-Stiftung, 1969
- Stipendium der Kiefer-Hablitzel-Stiftung, 1969
- Eidgenössisches Kunststipendium, 1970

## Ausstellungen und Aktionen (Auswahl)
- 1969; Biennale de Paris («Drei Pfeiler»), Schweizer Vertretung
- 1968; Ausstellung der Gesellschaft Schweizerischer Maler, Bildhauer und Architekten GSMBA in einer Einstellhalle in Bern
- 1970; Galerie Charles Lienhard, Basel «Walter Kretz und Hans Baschang»
- 1970; 5. Schweizer Plastikausstellung in Biel
- 1973; «Tell 73», Thematische Schweizerische Wanderausstellung
- 1974; Kunsthalle Bern «Walter Kretz – Sieben Plastiken betoniert im Schwellenmätteli - August, 1974»
- 1975; 6. Schweizer Plastikausstellung in Biel
- 1975; Skulpturausstellung im Schadaupark Thun GSMBA
- 1975; Kunsthalle Bern: Grossformate (Gruppenausstellung)
- 1975; «Tatort Bern» Gruppenausstellung Kunstmuseum Bochum (Katalog[9])
- 1979; «Werkplatz Marzilibad, 100 Jahre Kunstmuseum Bern» (Vögeli, Schneider, Suter, Jordi, Kretz) «Schrein», Höhe 390 cm, betoniert mit Werkbeiträgen von Stadt, Kanton und Bund.
- 1981; Kunstmuseum Bern: «L’Elu». Aktion und Installation nach Hodlers Bild «Der Auserwählte»
- 1982; Dampfzentrale Bern: «Flügel», Polyester 450 × 400 × 300 cm. Ankauf Stadt Bern (Standort Wittigkofen)
- 1983; Kultur-Arena-Bern, Walter Kretz / Jürg Lenggenhager
- 1984; Ausstellung «UNITE», Orangerie Elfenau, Bern. «Salamiisometrielatz», Polyäthylen, 400 cm. (zerstört)
- 1985; Schweizer Plastikausstellung Môtier / Val-de-Travers
- 1986; Gaswerkareal, Bern (Balmer, Kretz, Pestalozzi, Seethaler) «Latz», Nadelfilz, Länge 900 cm.
- 1987; Skulpturenplatz am See, Biel (Gruppenausstellung). «Prismaläufer», Beton, Höhe 400 cm.
- 1996; Kunstmuseum Thun und Schadaupark «Walter Kretz – Skulpturen im Freien»
- 1998; Skulpturenweg Grauholz (Gruppenausstellung, Berns Weg von der alten Eidgenossenschaft zum modernen Bundesstaat) 3 Stahlskulpturen, Höhe je 620 cm.
- 2000; Kulturwerkstatt Mühle Lyss WK betoniert «TOR», dazu Ausstellung
- 2006 Hochschule der Künste Bern (HKB). Projekt: Ausstellung im Naturhistorischen Museum Bern, 20 Studierende, Leitung Walter Kretz und Claude Kuhn. «Von Ziegen Seide melken – Die Evolution beschreitet neue Wege.»
- 2006; Skulpturenausstellung 25 Jahre KULTUR ARENA Wittigkofen Bern (Gruppenausstellung)
- 2009; Schule für Gestaltung Bern, SFGB, «WALTER KRETZ – ZWEI UND REIDIMENSIONAL»
- 2009; Galerie Christine Brügger, Bern, Philip Brand: Malerei, Walter Kretz: Installation
- 2010; Zentrum Paul Klee (ZPK) Bern, «Mondschein und Rampenlicht – eine konzertante Bildbetrachtung», Projektion und Text: Walter Kretz. Klavierimprovisation: Simon Bucher. Stimme: Michaela Wendt.
- 2011; Skulpturenausstellung 30 Jahre KULTUR ARENA Wittigkofen Bern (Gruppenausstellung)
- 2013; «Besuch», Kurt Krebs (Skulptur), Christian Sahli (Skulptur), Walter Kretz (Malerei), KULTUR ARENA Wittigkofen Bern
- 2014; Galerie Krethlow, Kabinett: Walter Kretz, «Dunkle Orte»
- 2015; Tramdepot «Metall», Bern, nationale Gruppenausstellung
- 2015; Capramontes Schaulager: Lesung «Oh weh, keine Idee»
- 2016; Capramontes Schaulager: Lesung «Füllhorn»
- 2017; Galerie Krethlow, Walter Kretz, «Maldrang und Sprechreiz»
- 2017; ONO Bern: Der Lesesessel: Lesung
- 2019; ONO Bern: «Cartoon», Lesung mit Ausstellung
- 2019; Capramontes Schaulager: Peter Lehner - Eine Hommage von Hans Ulrich Siegenthaler (Gitarre) und Walter Kretz (Geige)

## Werke im öffentlichen Raum
- Skulpturenpark Kultur Arena Bern Wittigkofen (Permanent)
- Betonsäulen Klaffsäule, Raupenschwanz, Spaltsäule, Tafelsäule, Tellersäule, Wächter I und II, Park Schloss Schadau, Thun (1974)
- Stahlplastik Sockelsteiger, Ostermundigen (1991)
- Stahlplastik Stahlmann, Ostermundigen (1991)
- Installation Gebäudeversicherung, Ittigen (1992)
- Stahlplastik Stahlflügel, Ostermundigen (1995)
- Stahlplastik Standbild, Ostermundigen (1995)
- Installation Hale-Bopp, Schule Rothus, Ostermundigen (1997)